# Ба-Ент'ямон
Ба-Ент'ямон (фр. Bas-Intyamon) — громада  в Швейцарії в кантоні Фрібур, округ Грюєр.

## Географія
Громада розташована на відстані близько 55 км на південний захід від Берна, 27 км на південь від Фрібура.
Ба-Ент'ямон має площу 33,3 км², з яких на 2,7% дозволяється будівництво (житлове та будівництво доріг), 48,8% використовуються в сільськогосподарських цілях, 39,7% зайнято лісами, 8,7% не є продуктивними (річки, льодовики або гори).

## Демографія
2019 року в громаді мешкало 1549 осіб (+39% порівняно з 2010 роком), іноземців було 19,9%. Густота населення становила 46 осіб/км².
За віковим діапазоном населення розподілялося таким чином: 24% — особи молодші 20 років, 61,7% — особи у віці 20—64 років, 14,4% — особи у віці 65 років та старші. Було 645 помешкань (у середньому 2,4 особи в помешканні).
Із загальної кількості 716 працюючих 43 було зайнятих в первинному секторі, 440 — в обробній промисловості, 233 — в галузі послуг.